# Simbad (película de 1993)
Lanzada en formato VHS en 1993, Simbad es una película infantil animada basada en una traducción del clásico cuento de las Mil y una noches, Simbad el marino.
Sinbad fue producida por Golden Films y American Film Investment Corporation, fue distribuida en DVD por GoodTimes Entertainment en el 2002 en Estados Unidos y por Planeta Junior en España. Five Stars Entertainment S.L. distribuyó la versión en VHS licenciada para España en 1993.

## Historia
Simbad el marino y su fiel compañero y sirviente Habib se encuentran viajando a bordo del barco del capitán Asis cuando creen encontrar en el mar una isla desconocida. Simbad, Habib y otros dos hombres abandonan el barco y se dirigen en una barca hacia la isla, que poco después resulta ser el lomo de un temible monstruo marino. Los otros dos hombres logran escapar y regresar al barco pero Simbad y Habib no corren la misma suerte y quedan náufragos en el mar. Por suerte, el monstruo desaparece y en la mañana, las corrientes llevan a los dos hombres a la isla de Salabat donde habitan el Rey Jamaal y sus hijos. El rey pronto siente simpatía por Sinbad y le pide al marinero que se case con su hija, a lo que Sinbad acepta sin mucho entusiasmo. Simbad y Habib planean una exitosa huida a bordo del barco del Capitán Asis cuando este llega al puerto, pero cuando el rey descubre la traición sale en busca de Simbad, lo secuestra junto a su sirviente y lo abandona en una peligrosa isla donde espera que Sinbad padezca y pague su merecido castigo. Muchos peligros aguardan a Simbad y a Habib en esta isla, ya que en ella se encuentran todo tipo de temibles bestias como cobras gigantes y el pájaro Roc. Solo con valentía y inteligencia podrán sobrevivir y disfrutar de la gran riqueza que conseguirán en su aventura.